# Aristida flabellata
Aristida flabellata är en gräsart som beskrevs av José Aristida Alfredo Caro. Aristida flabellata ingår i släktet Aristida och familjen gräs. Inga underarter finns listade i Catalogue of Life.